# Labena canelensis
Labena canelensis är en stekelart som beskrevs av Porter 2005. Labena canelensis ingår i släktet Labena och familjen brokparasitsteklar. Inga underarter finns listade i Catalogue of Life.